# أيدة لو (خورخورة)
أیدة لو (بالفارسية: ایده لو) هي قرية تقع في إيران في قسم خورخورة الريفي. يقدر عدد سكانها بـ 70 نسمة بحسب إحصاء 2016.